# Saga dos Escildingos
Saga dos Escildingos (em nórdico antigo: Skjǫldunga saga ou Skjöldunga saga) foi uma saga escrita em nórdico antigo. Escrita em 1180-1200, foi perdida em sua forma original. Focava na história da dinastia dos Escildingos, a dinastia semi-lendária presente no poema inglês antigo Beovulfo. Sobreviveu apenas na versão abreviada em latim do século XVI, a Fragmentos da História Dinamarquesa, escrita por Arngrímur Jónsson.